# クレイグ・ウッド (編集技師)
クレイグ・ウッド（Craig Wood）は、アメリカ合衆国の編集技師である。ゴア・ヴァービンスキー監督作品への参加で知られる。
アメリカ映画編集者協会の会員である。

## 主なフィルモグラフィ

### ミュージックビデオ
- アルファヴィル - "Mysteries of Love" (1990)
- スマッシング・パンプキンズ - "Today" (1993)
- ビョーク - "Big Time Sensuality" (1993)
- トム・ペティ&ザ・ハートブレイカーズ - "Mary Jane's Last Dance" (1993)
- UB40 - "Bring Me Your Cup" (1993)
- ジャネット・ジャクソン - "Any Time, Any Place" (1994)
- カイリー・ミノーグ - "Put Yourself in My Place" (1994)
- モンスター・マグネット - "Negasonic Teenage Warhead" (1995)
- カイリー・ミノーグ - "Where Is the Feeling?" (1995)
- ティナ・ターナー - "Whatever You Want" (1996)
- ジャネット・ジャクソン - "Twenty Foreplay" (1996)
- ガービッジ - "Milk" (1996)
- フィオナ・アップル - "Sleep to Dream" (1997)

### 映画
- スピリッツ・オブ・ジ・エア Spirits of the Air, Gremlins of the Clouds (1988)
- マウス・ハント MouseHunt (1997)
- 恋は嵐のように Forces of Nature (1999)
- ザ・メキシカン The Mexican (2001)
- Highway (2002)
- ザ・リング The Ring (2002)
- パイレーツ・オブ・カリビアン/呪われた海賊たち Pirates of the Caribbean: The Curse of the Black Pearl (2003)
- ニコラス・ケイジのウェザーマン The Weather Man (2005)
- パイレーツ・オブ・カリビアン/デッドマンズ・チェスト Pirates of the Caribbean: Dead Man's Chest (2006)
- パイレーツ・オブ・カリビアン/ワールド・エンド Pirates of the Caribbean: At World's End (2007)
- あの日、欲望の大地で The Burning Plain (2008)
- ランゴ Rango (2011)
- ローン・レンジャー The Lone Ranger (2013)
- カットバンク Cut Bank (2014)
- ガーディアンズ・オブ・ギャラクシー Guardians of the Galaxy (2014)
- トゥモローランド Tomorrowland (2015)
- グレートウォール The Great Wall / 長城 (2016)
- キュア 〜禁断の隔離病棟〜 A Cure for Wellness (2016) ※クレジットはadditional editor
- ガーディアンズ・オブ・ギャラクシー:リミックス Guardians of the Galaxy Vol. 2 (2017)
- アントマン&ワスプ Ant-Man and the Wasp (2018)
- マレフィセント2 Maleficent: Mistress of Evil (2019)
- エターナルズ Eternals (2021)